# BMW Z4 (E85)
Pour des articles plus généraux, voir BMW Z4 et BMW Série Z.
Pour les articles homonymes, voir BMW (homonymie), Z4, E85 et E86.
La BMW Z4 E85 (Roadster) et E86 (Coupé) est une voiture de sport GT du constructeur automobile allemand BMW. 3e BMW Série Z et 1re des 3 générations de BMW Z4, elle est présentée au Mondial de l'Automobile de Paris 2002 et commercialisée à 197 950 exemplaires jusqu'en 2008. 

## Historique

### Z4 roadster (E85)
Ce troisième modèle de BMW Série Z est conçu par les designers BMW Anders Warming (en) et Chris Bangle, pour succéder aux BMW Z3 de 1989, BMW Concept Z9 (1999) et BMW Z8 de 2000. Fort des 300 000 exemplaires de Z3 vendues dans le monde, la Z4 est également un succès commercial pour BMW, avec des versions BMW M et Alpina plus incisives.

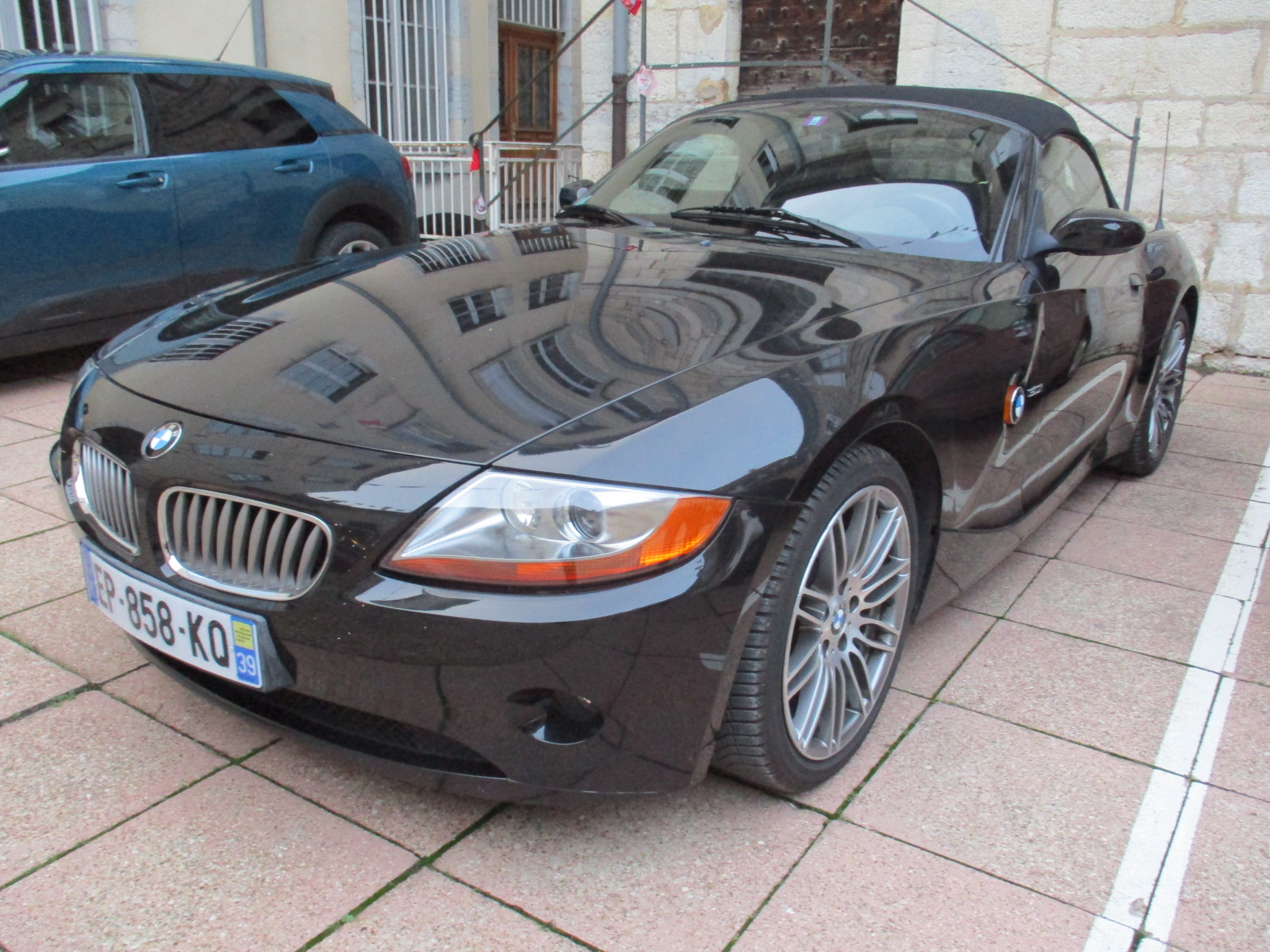
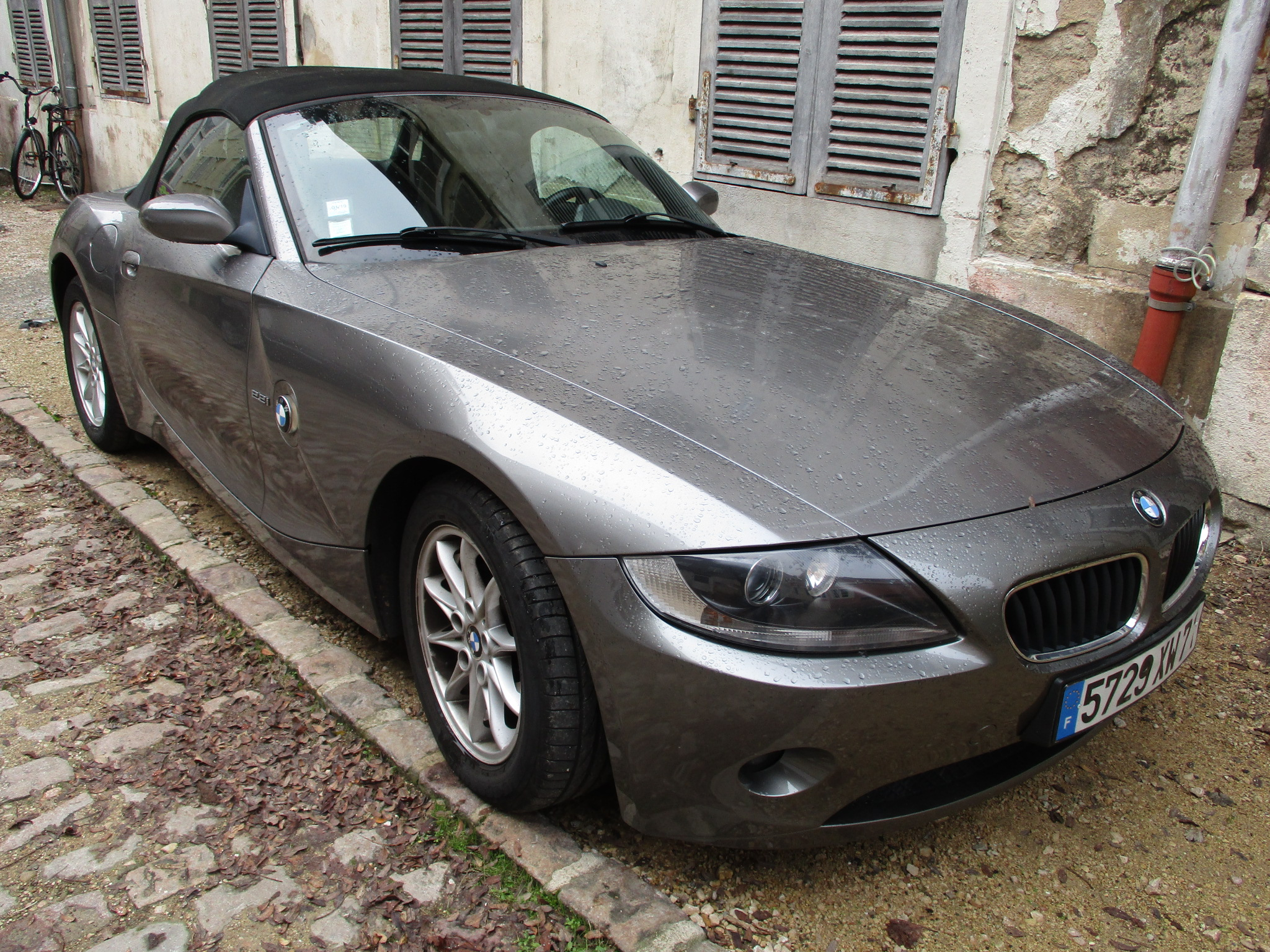
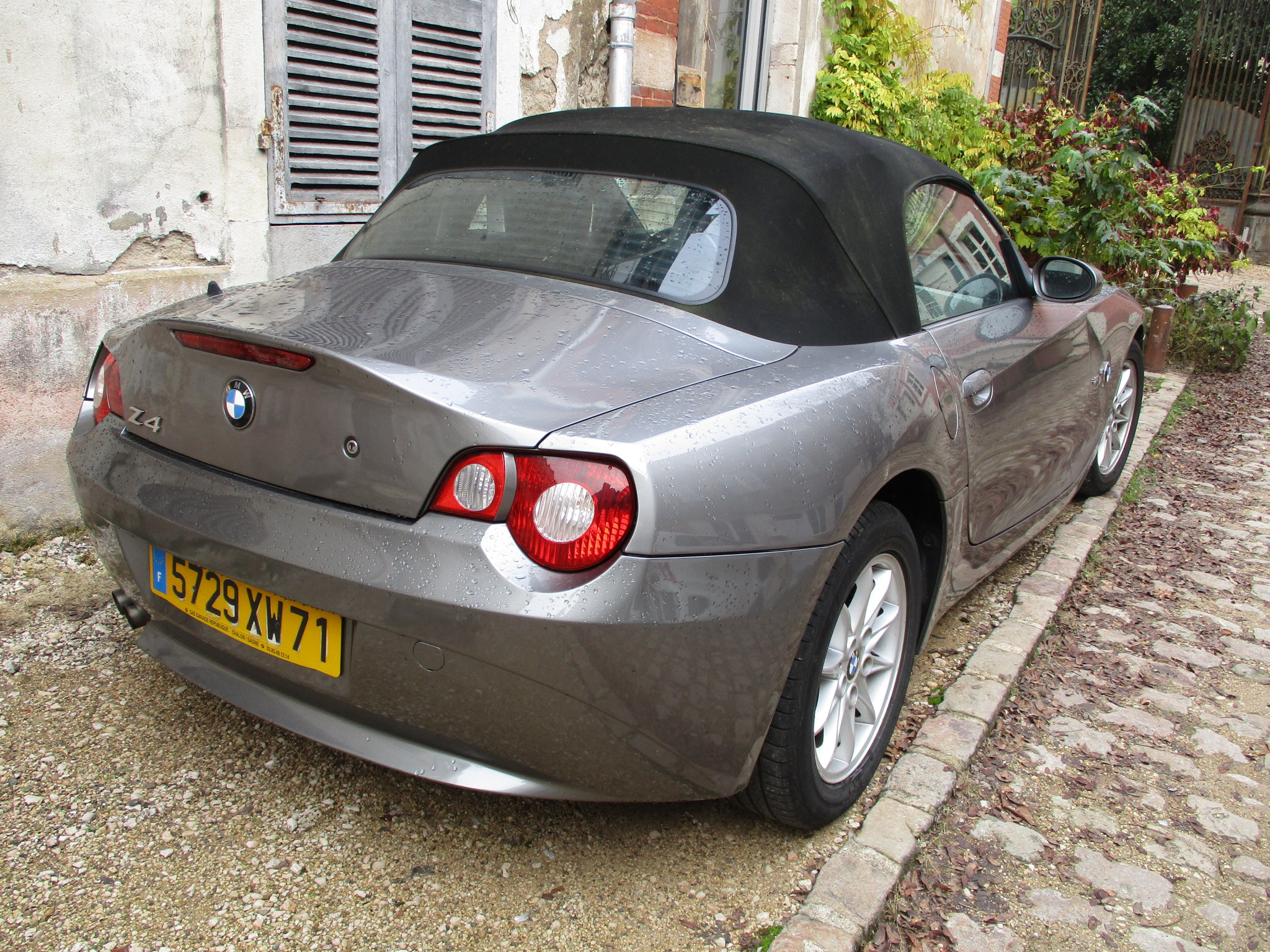

Après avoir été présenté au Mondial de Paris en septembre 2002, le roadster Z4 est lancé sur le marché américain en octobre 2002 et en Europe en mars 2003. 

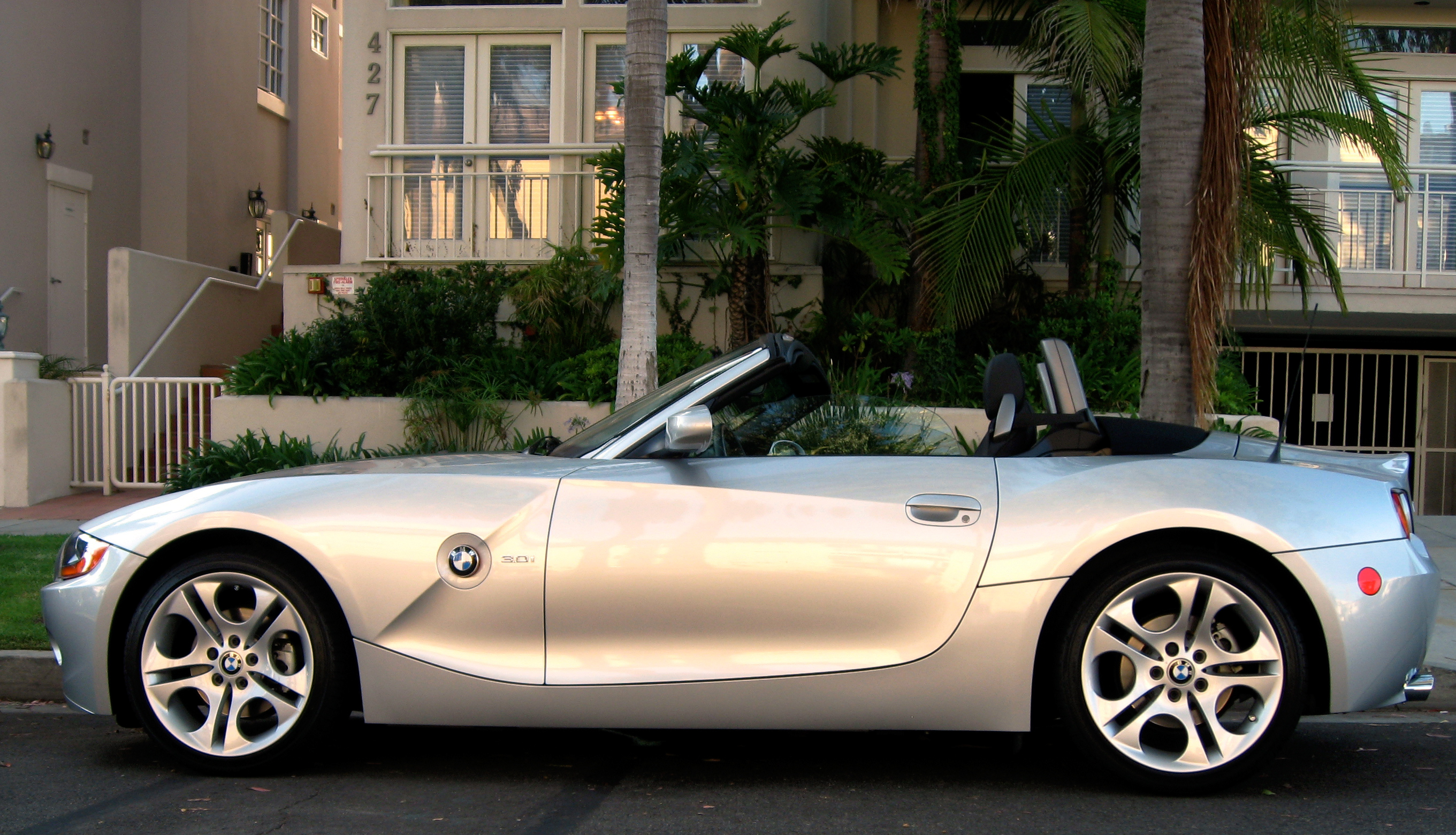
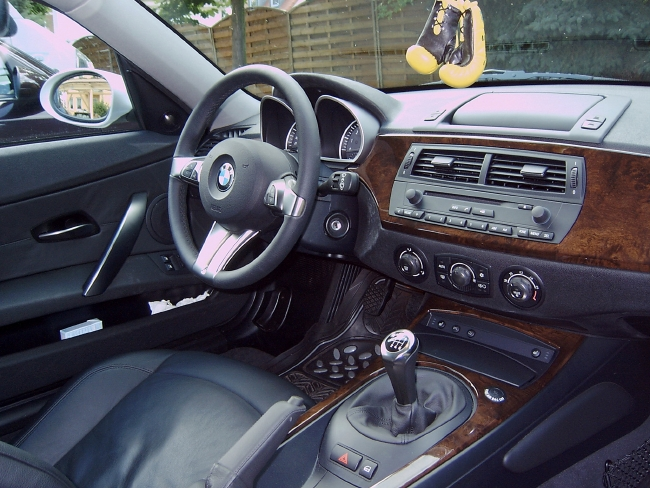

La Z3 passe le témoin à un modèle plus grand et plus cossu, raison pour laquelle sa remplaçante a été nommée Z4, ainsi que plus performant tout en cherchant à être plus facile à conduire. Le nouveau roadster s’est débarrassé des formes rondes néo-rétro des BMW Z3 précédentes pour adopter des lignes tendues et brisées dessinées par Chris Bangle. La capote a reçu une lunette arrière en verre, qui peut également être chauffée. Pour limiter l’augmentation de poids, des aciers à haute résistance ont été utilisés pour la carrosserie et de l’aluminium pour le capot. Une nouvelle stratégie de style. Mais aussi une nouvelle stratégie de gamme. 

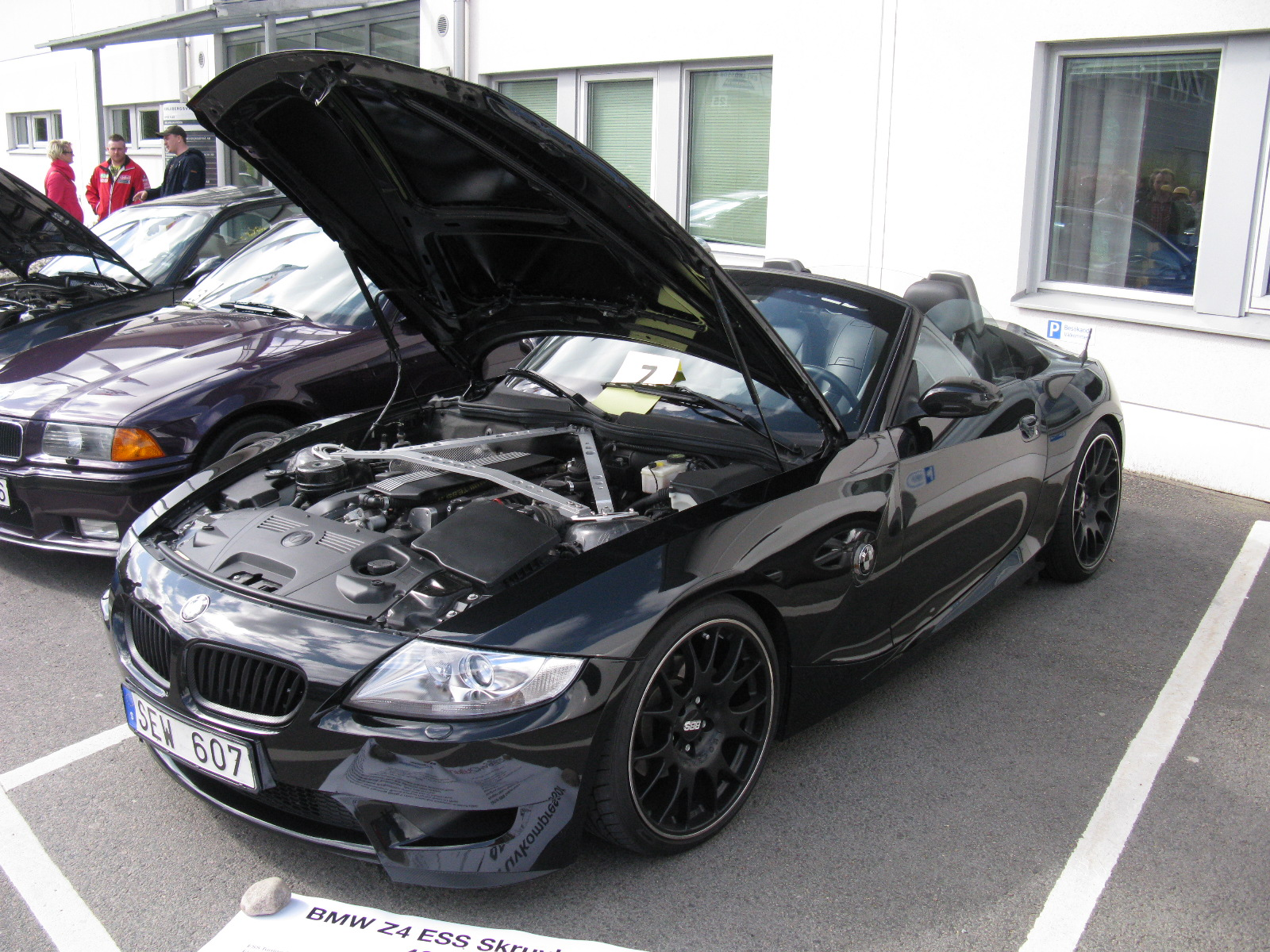
BMW Z4 3.0i Kompressor.

Alors que la Z3 avait été lancée avec de petites motorisations à base de quatre cylindres avant de monter en gamme jusqu’aux six cylindres à 24 soupapes et double Vanos, la Z4 est cette fois lancée en trois versions de six cylindres : un 2,2 litres de 170 ch (Europe uniquement), un 2,5 litres de 192 ch (Z4 2.5i) et un 3 litres de 231 ch (Z4 3.0i). De plus, BMW a utilisé pour la première fois une direction assistée électrique, qui ne nécessite de l’énergie que pendant le processus de direction et économise ainsi du carburant. En termes de technologie de châssis, l’essieu avant correspond à celui de la Z3 avec des jambes de force MacPherson, l’essieu arrière est une construction multibras.

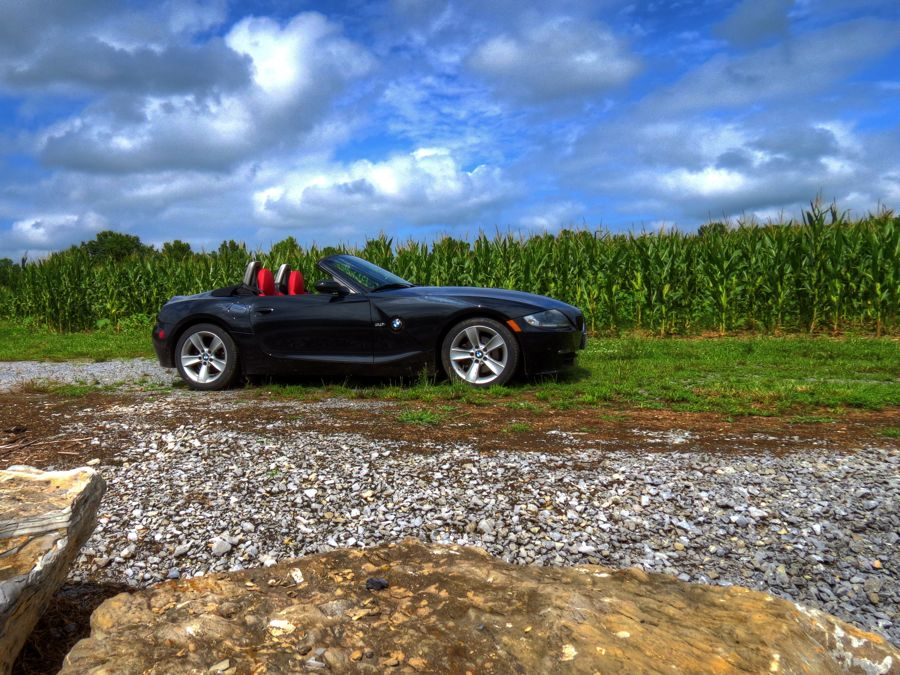

La Z4 était disponible à partir de 29 900 €. La série Z4 connaît un grand succès puisque le 100 000e exemplaire Z4 est célébré en novembre 2004, juste après deux ans de commercialisation. Après un premier succès commercial, les ventes de la Z4 ont sensiblement chuté à partir de 2004, c’est pourquoi BMW a décidé de procéder à un vaste lifting comprenant l’offre d’une variante coupé.
La famille des roadsters Z4 de BMW s'agrandit en avril 2005 avec une petite motorisation européenne de 2 litres, la Z4 2.0i. Avec ses 150 ch issus d'un bloc quatre cylindres, cette Z4 2.0i complète la gamme vers les cylindrées les plus raisonnables. En se positionnant sous le 2.2i de 170 ch, ce nouveau modèle complète la place de la série Z4 face à une forte concurrence sur le marché européen. En 2006 arrive la version M en cabriolet puis en coupé.

### Lifting
La version révisée de la Z4 a été présentée au public au printemps 2006. Des modifications ont été apportées au design intérieur et extérieur. Esthétiquement, le restylage d'avril 2006 n'a porté que sur des points de détail : à l'avant le bouclier est plus anguleux et intègre des antibrouillards rectangulaires, tandis que l'arrière se dote de nouveaux feux de même forme, mais dont l'aménagement diffère (les cercles sont remplacés par des rectangles), le bouclier arrière, quant à lui adopte des arêtes plus saillantes, les phares avant et les feux arrière ont des éléments à LED et des jantes révisées et de nouvelles couleurs étaient disponibles. L'aménagement de l'habitacle reste le même, avec toutefois une amélioration de la qualité des matériaux, telles que des applications chromées sur les commandes de climatisation. Les innovations techniques étaient un contrôle électronique du niveau d’huile et une aide au démarrage en côte.

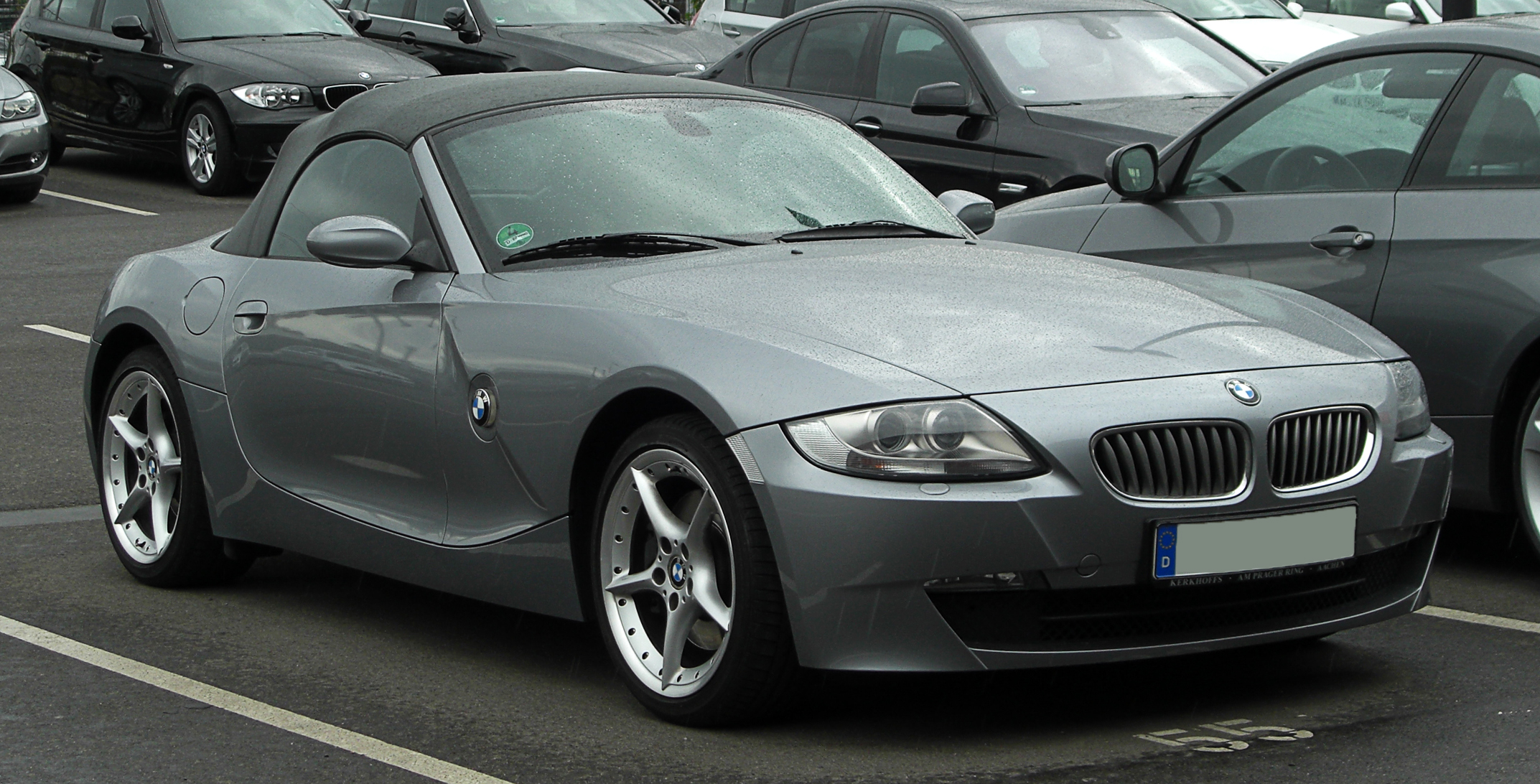
BMW Z4 (2006–2008).
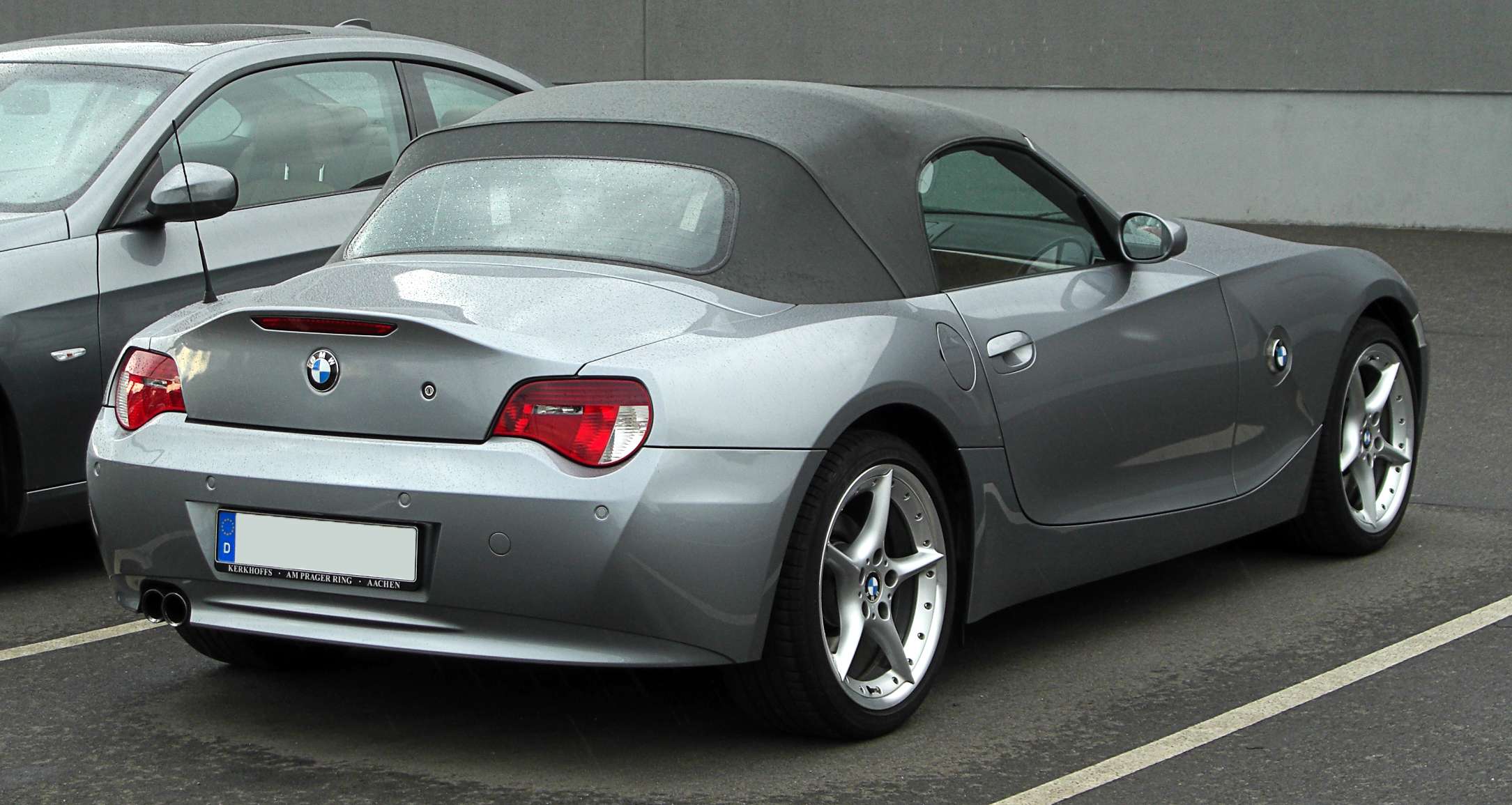
Vue arrière du roadster.
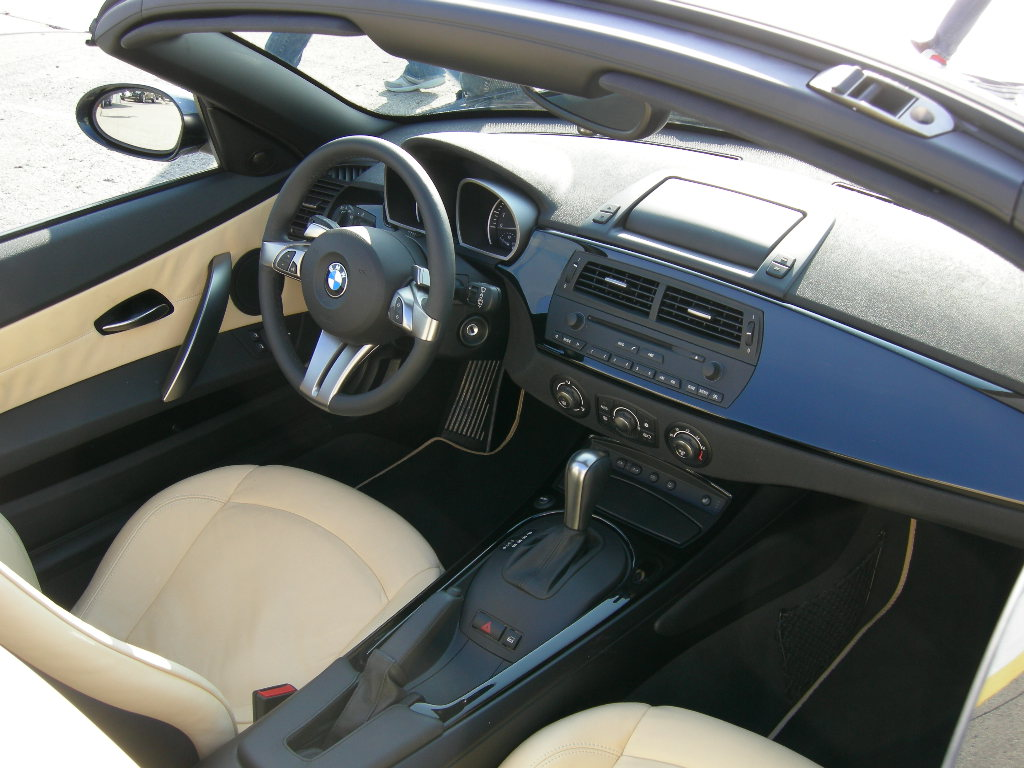
Intérieur.

Les vraies nouveautés se situent sous le capot avec l'adoption du nouveau moteur six cylindres N52 (seule la version quatre cylindres 2 l de 150 ch ne change pas). Le M54 2.2i (125 kW/170 ch) est remplacé par le N52 2.5i plus puissant de sept ch (130 kW/177 ch) et plus fort en couple, le M54 2.5i (141 kW/192 ch) disparaît au profit du N52 2.5Si (160 kW/218 ch) et, enfin, le M54 3.0i (170 kW/231 ch) déjà réputé pour sa puissance, fait place au N52 3.0Si (195 kW/265 ch). La variante 2.0i à moteur quatre cylindres N46 de 110 kW (150 ch) introduite en mai 2005 est restée dans la gamme même après le lifting. De plus, tous les modèles à transmission manuelle avaient désormais six vitesses (auparavant uniquement pour les 2.0i et 3.0i).

### Z4 coupé (E86)
Il y avait aussi une variante coupé puissamment motorisée de la Z4 avec un toit fixe et un coffre avec un hayon. Au Salon de l'automobile de Francfort 2005, la Z4 coupé (E86) a d’abord été présentée à l’état d’étude avant d’être présentée sous une forme légèrement modifiée au printemps 2006 (présentation du modèle de série au Salon international de l'automobile de Genève 2006) en même temps que l’arrivée sur le marché du roadster révisé. La deuxième Z4 (E89), un roadster avec un toit en tôle fixe, a succédé aux deux Z4, au roadster E85 et au coupé E86.

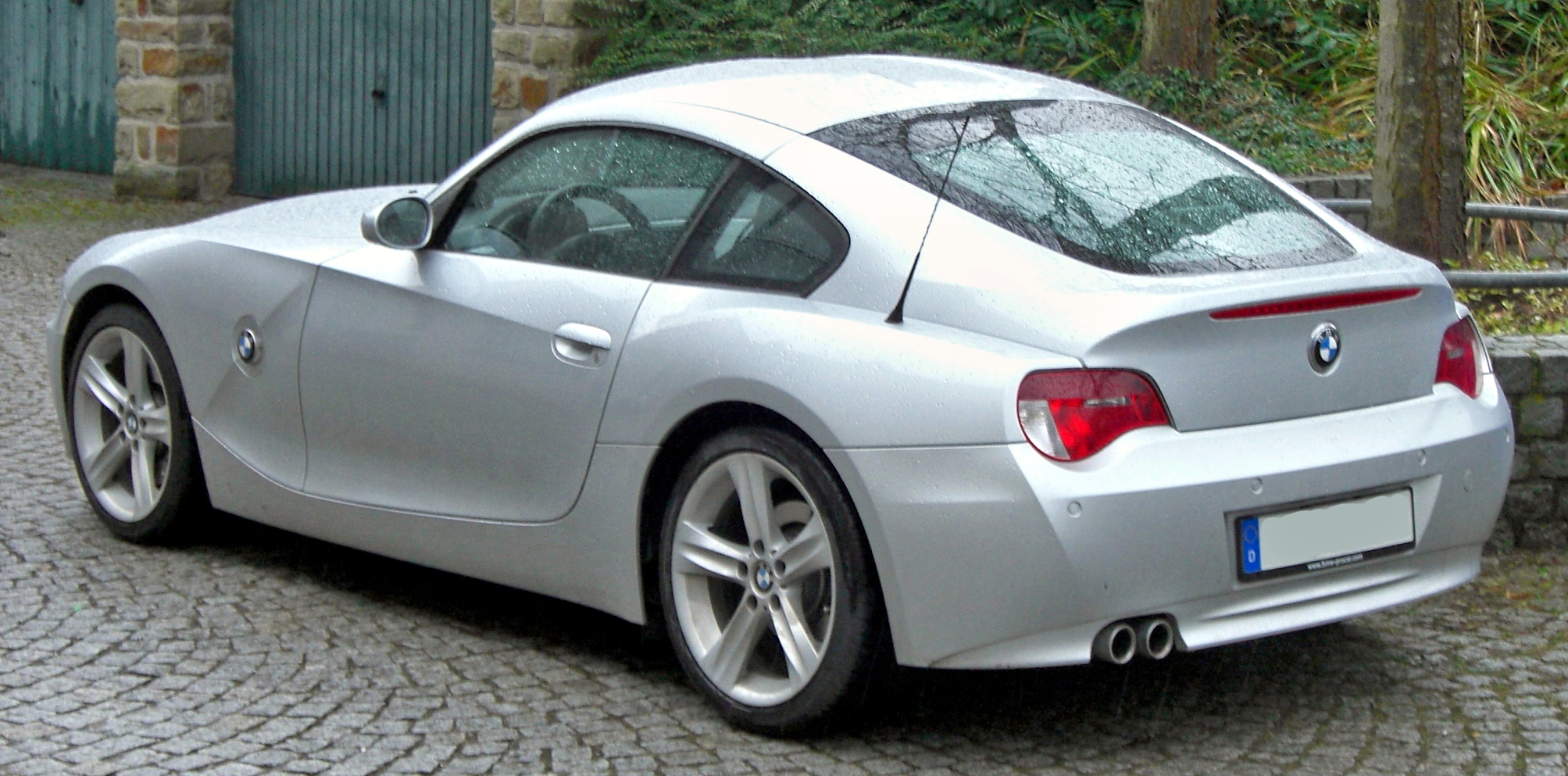
BMW Z4 coupé (2006–2008)
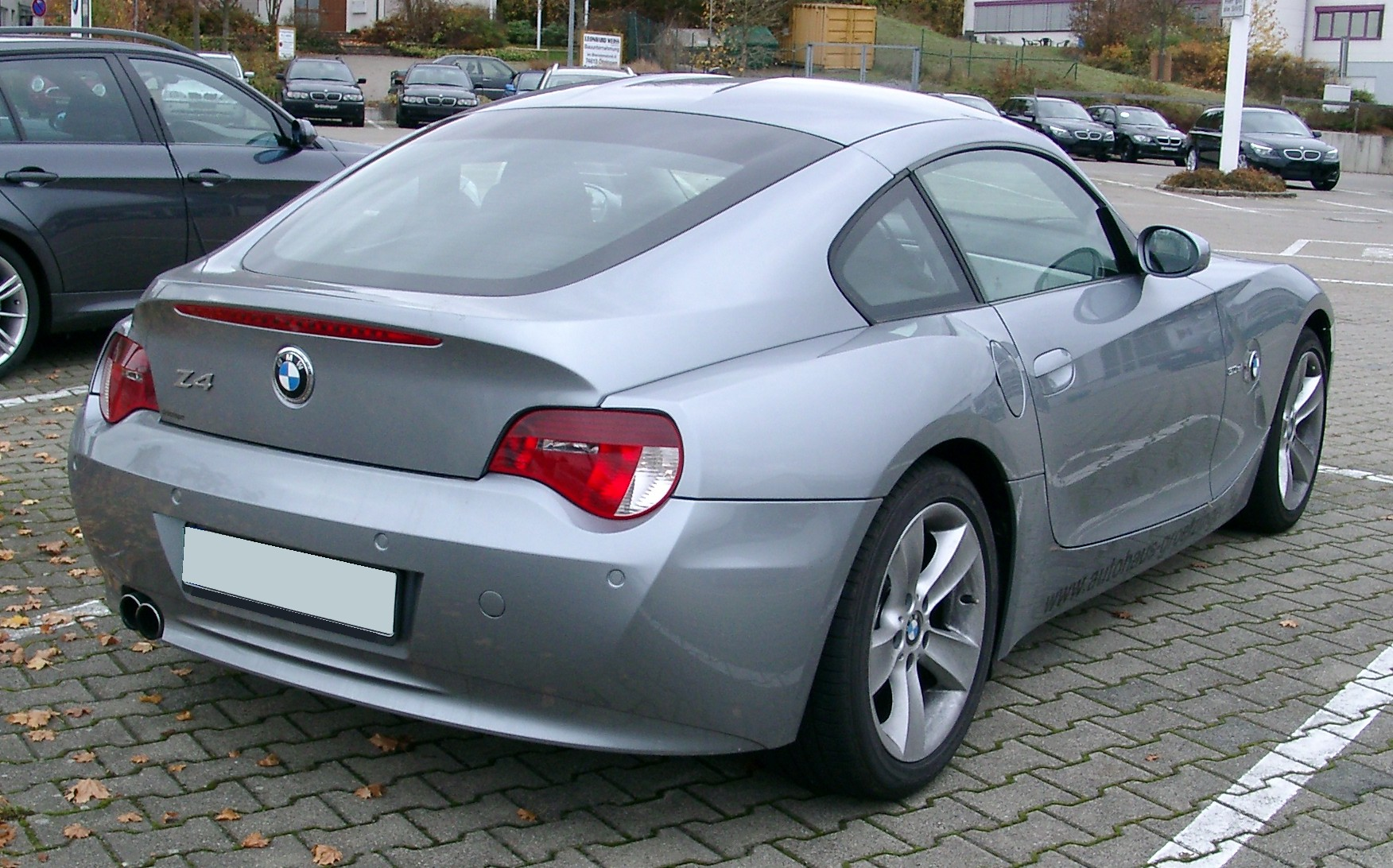
BMW Z4 coupé (2006–2008)

Le coupé n’était disponible qu’avec deux versions : le moteur de 195 kW (265 ch) de la 3.0si et la Z4 M coupé avec le moteur six cylindres de 3,2 litres (252 kW/343 ch) de la M3 (E46).

### Z4 M

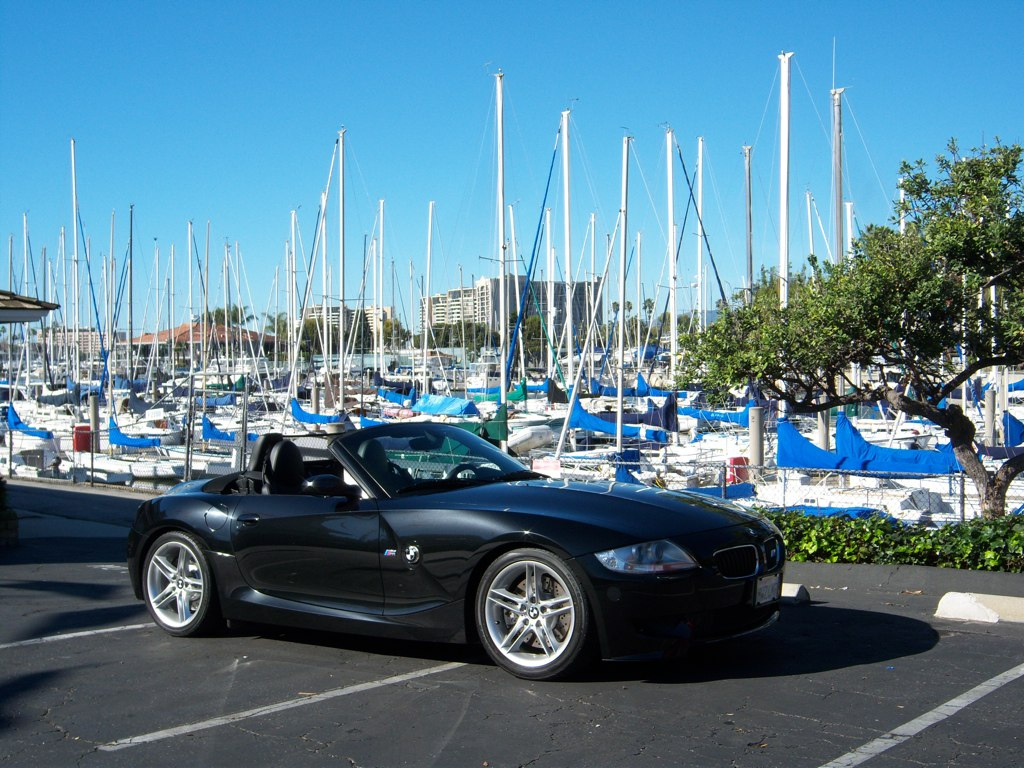
BMW Z4 M

« BMW M » comme Motorsport, la filiale de BMW dédiée à la compétition automobile. Motorsport est chargée par BMW de fabriquer les modèles sportifs de la gamme. En outre, Motorsport gère toute l’activité compétition de BMW (formule 1, racing, courses de 24 heures, etc). Dans la gamme des modèles commerciaux de BMW, les modèles Motorsport sont signés par l'emblématique « M ».
Le modèle haut de gamme était la Z4 M. La Z4 M, coupé ou cabriolet, est équipée d'un six cylindres en ligne de 3 246 cm3 qui développe 343 ch (252 kW) auparavant utilisé dans la BMW M3 (E46). La Z4M est propulsée de 0 à 100 km/h en cinq secondes, sa vitesse maximum est bridée électroniquement à 250 km/h (une fois débridée moyennant un supplément : 275 km/h). Visuellement, la Z4 M se distinguait par des tabliers modifiés, un capot légèrement profilé et un système d’échappement à quatre sorties. Une boîte de vitesses séquentielle, qui était disponible pour les autres modèles M, n’était pas disponible pour la Z4 M.
Outre son moteur, la Z4M se différencie du reste de la gamme par son système de freinage (identique à la M3 E46 CSL), son châssis et sa direction hydraulique.
Production du Z4M Coupe : 1 705 exemplaires (Europe, conduite à droite) dont seulement 123 exemplaires immatriculés en France.

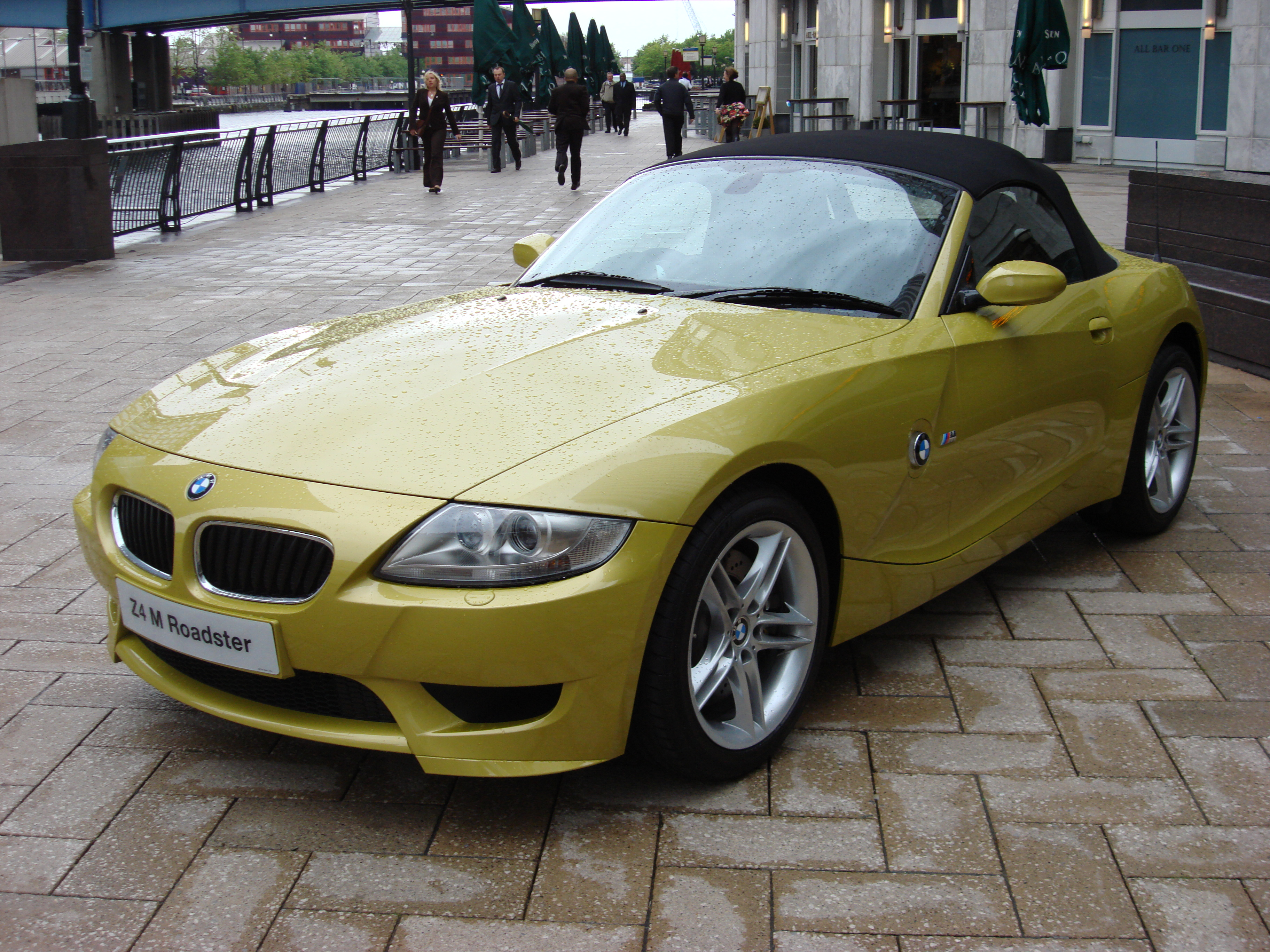
BMW Z4 M (depuis 2006).
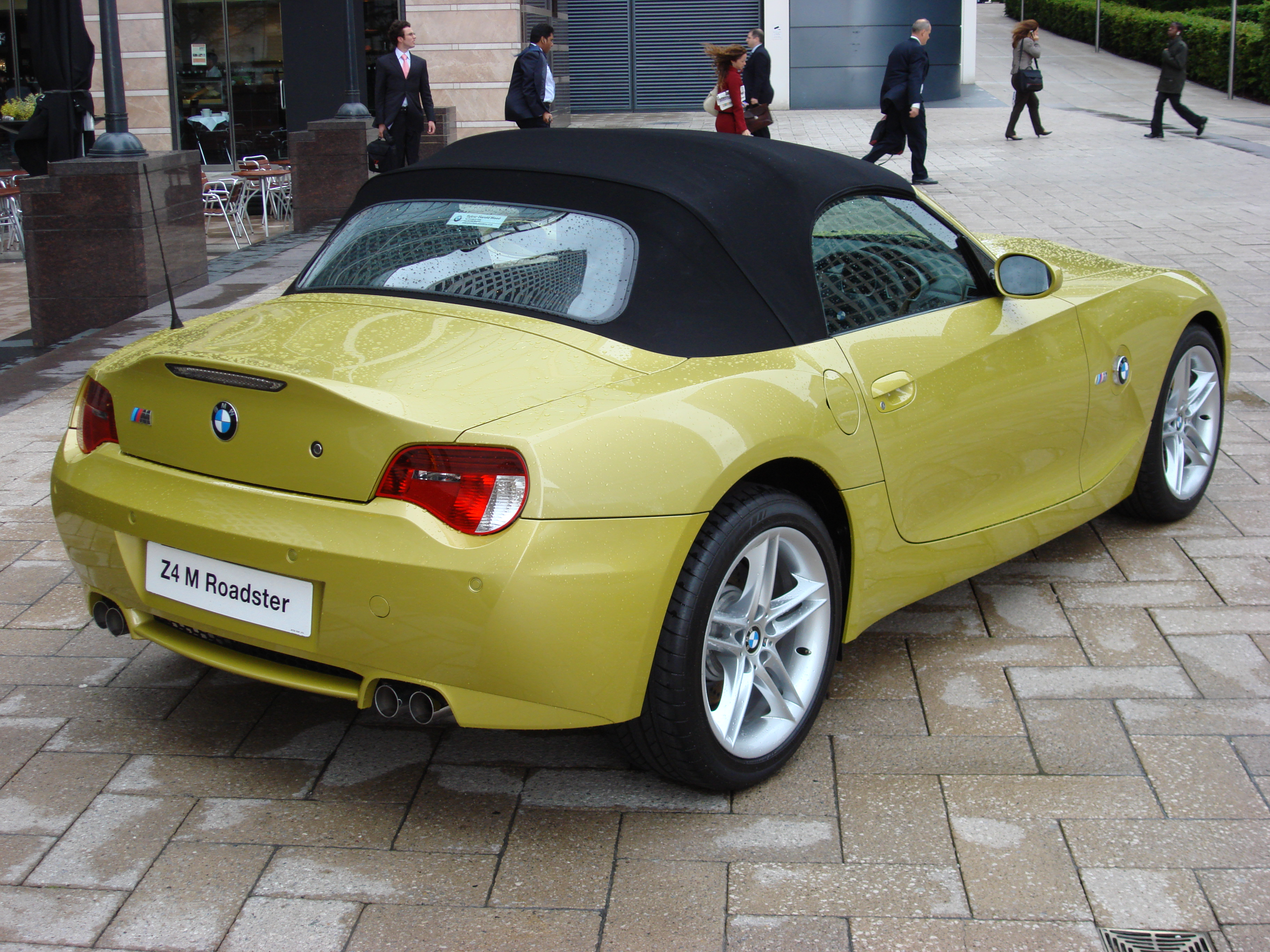
BMW Z4 M, vue arrière.
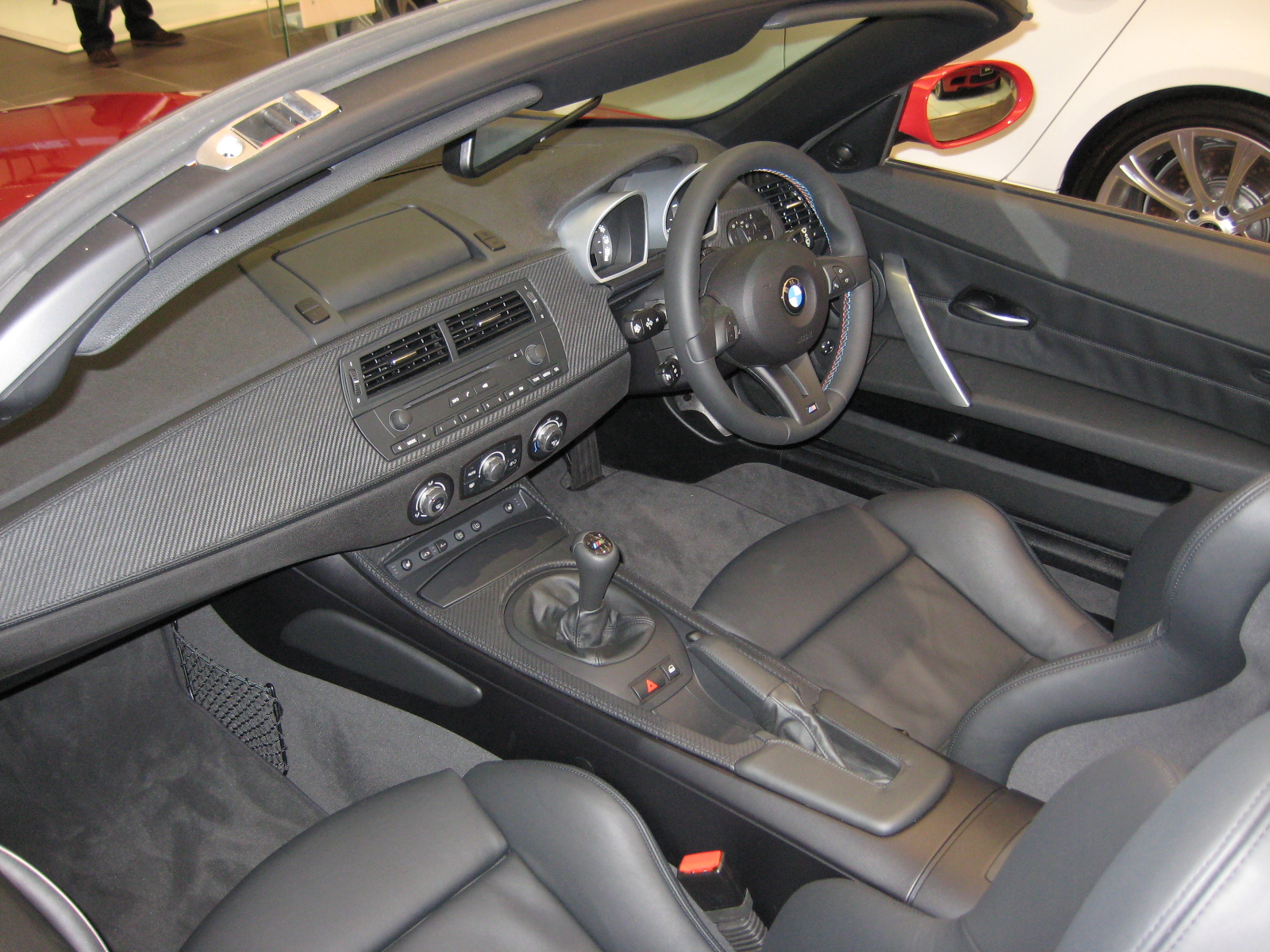
Intérieur de la M roadster.
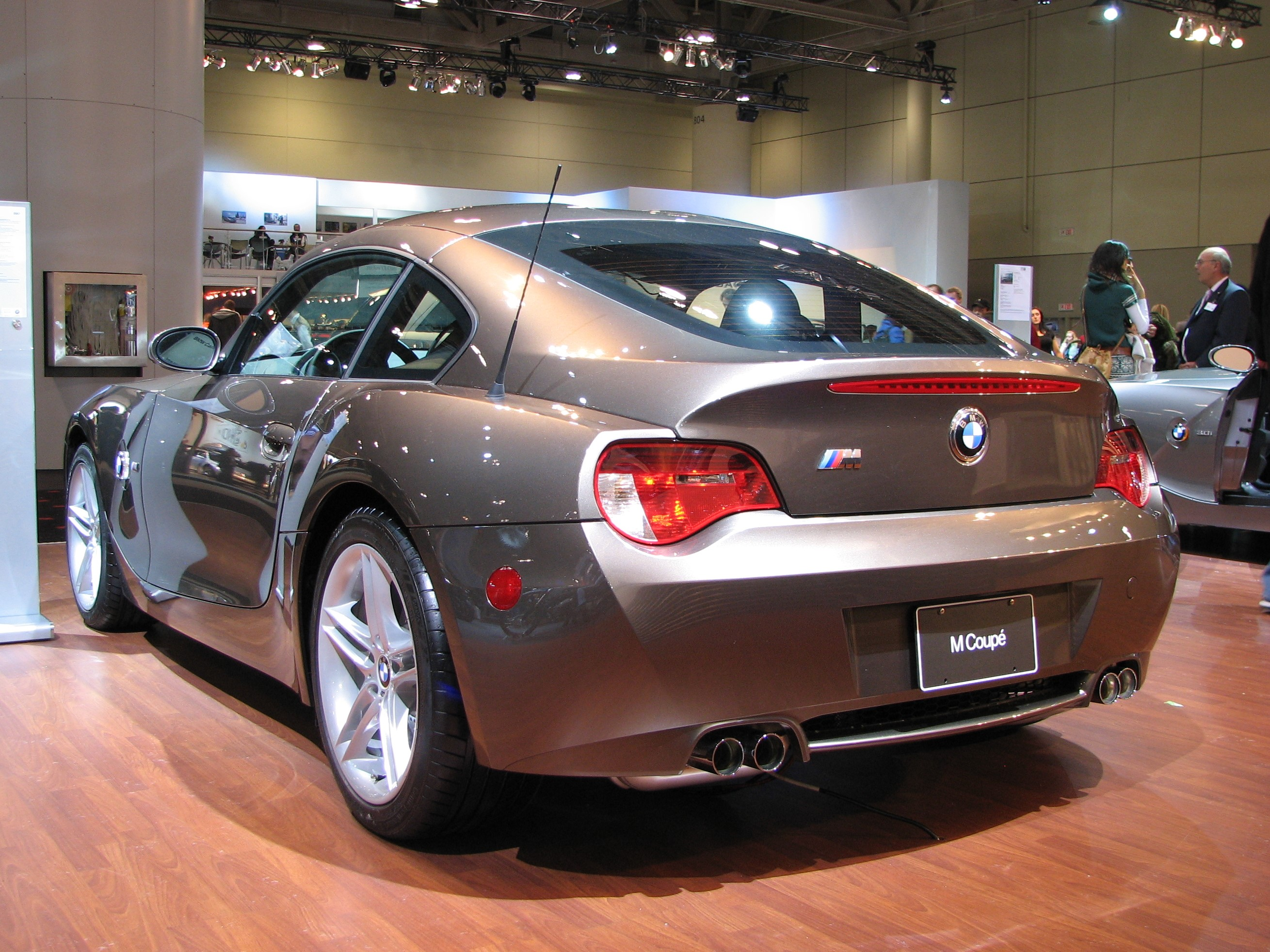
BMW Z4 M coupé.
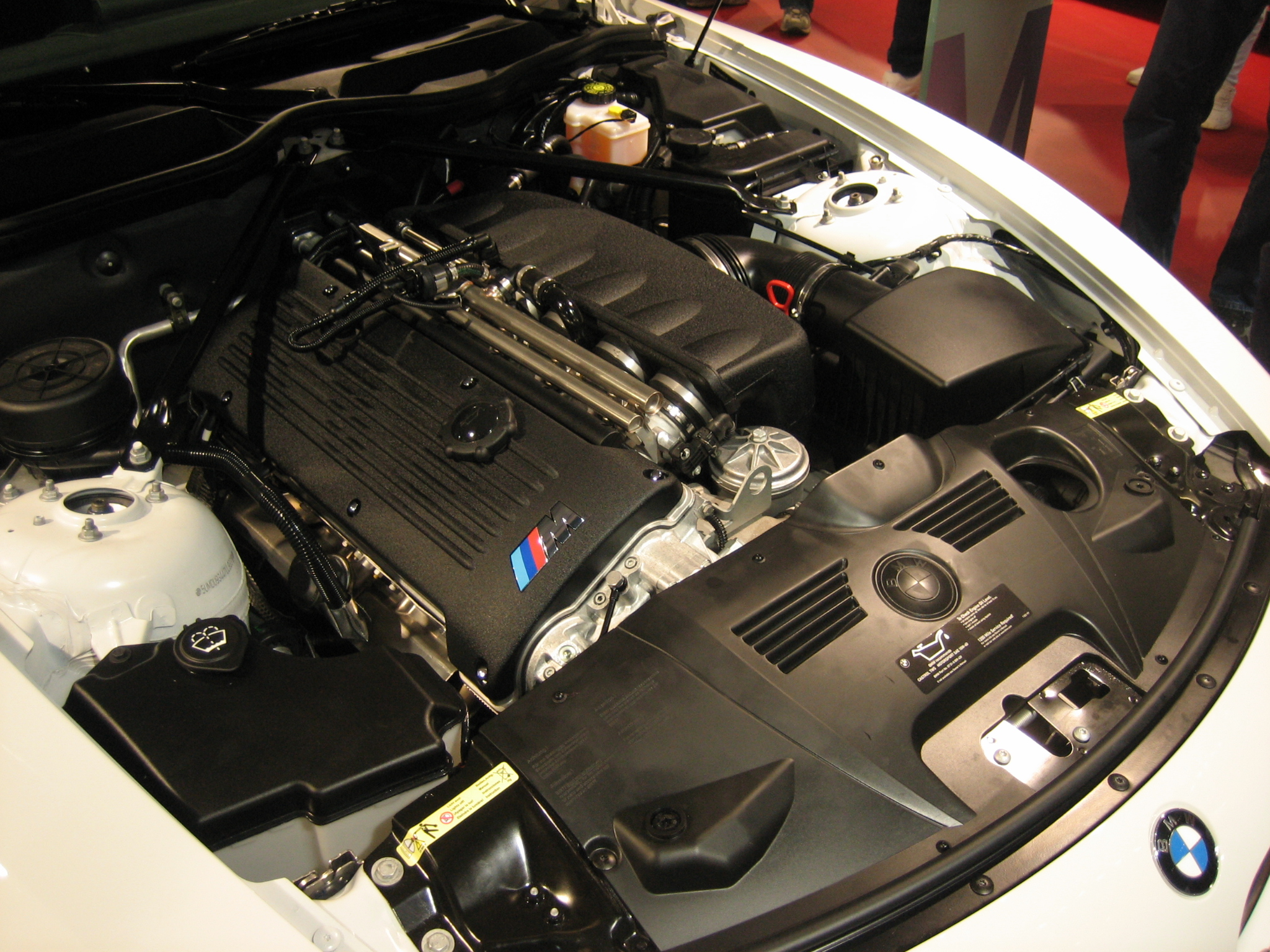
Moteur de Z4 M (coupé).

#### Modèles

##### Z4 M roadster
- Puissance : 343 ch
- Boîte de vitesses : BVM6
- Puissance fiscale : 25 CV
- Code modèle : BT91
- Variante : E85v2.0
- Sortie : 2006
- Prix : 64 200 €

##### Z4 M coupé
- Puissance : 343 ch
- Boîte de vitesses : BVM6
- Puissance fiscale : 25 CV
- Code modèle : DU91
- Variante : E86v1.0
- Sortie :
- Prix : 62 100 €

##### Z4 M coupé Werksrennwagen

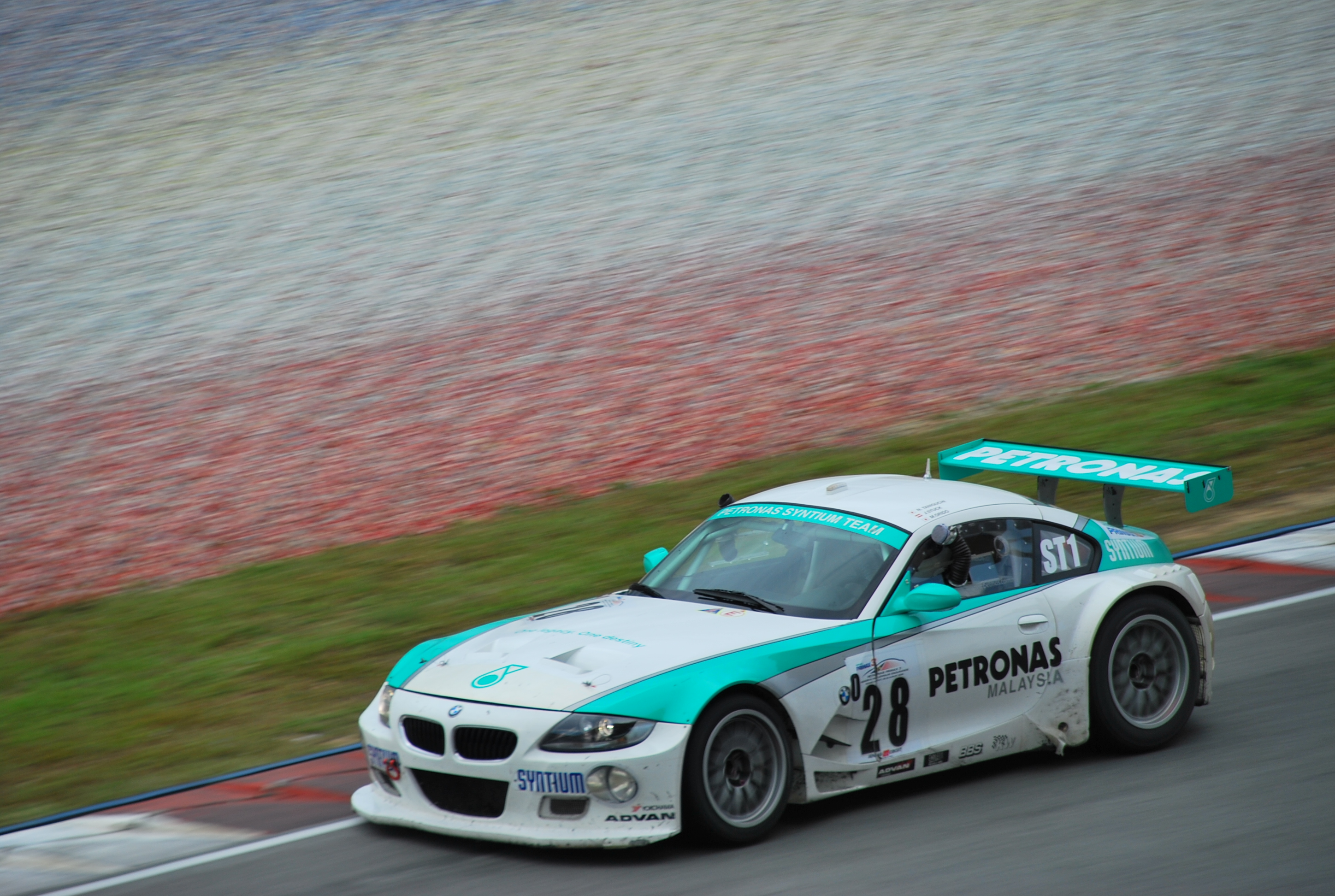

BMW a construit 12 voitures de course Z4 M coupé GT3. Les voitures étaient propulsées par un moteur de 3,2 litres et 316 kW (430 ch). Les pilotes Hans-Joachim Stuck et Claudia Hürtgen ont concouru avec elle au VLN Langstreckenmeisterschaft Nürburgring. Au cours des saisons 2009 et 2010, 11 courses sur 16 ont été terminées en tant que vainqueurs de la catégorie.
Cependant, les VLN Langstreckenmeisterschaft de 2010 et 2011 ont chacun été remportés avec un coupé de trois litres basé sur le modèle de production, car plus de participants ont concouru dans la catégorie V5 et donc plus de points pouvaient être marqués.

### Postérité
Mi-juillet 2008, BMW a officiellement annoncé qu’il mettrait fin à la production de ce Z4 à la fin du mois d’août 2008,.
Au total, plus de 197 950 unités ont été construites, dont 180 856 roadster (E85) et 17 094 coupé (E86).
En mai 2009 apparait la Z4 E89, dotée d'un toit rigide repliable et équipée du moteur six cylindres en ligne de 2,5 litres avec 150 kW (204 ch). Il n’y avait pas de pur coupé ou de version M.
Ces véhicules sont particulièrement recherchés par les amateurs de voitures de collection, avec en particulier les versions 3.0l et 3.0l Si.

## Motorisation

### Phase 1
|                                                         | 2.0i                      | 2.2i                      | 2.5i                                     | 2.5i                                     | 3.0i                        |
| ------------------------------------------------------- | ------------------------- | ------------------------- | ---------------------------------------- | ---------------------------------------- | --------------------------- |
| Année                                                   | Mars 2005 - Décembre 2005 | Mars 2003 - Décembre 2005 | Mars 2003 - Décembre 2005                | Mars 2003 - Décembre 2005                | Mars 2003 - Décembre 2005   |
| Nombre de cylindres                                     | L4                        | L6                        | L6                                       | L6                                       | L6                          |
| Référence moteur                                        | N46B20O1                  | M54B22                    | M54B25                                   | M54B25                                   | M54B30                      |
| Type mine                                               | BZ11                      | BT11                      | BT31                                     | BT31                                     | BT51                        |
| Cylindrée (cm3)                                         | 1 995                     | 2 171                     | 2 494                                    | 2 494                                    | 2 979                       |
| Boîte de vitesses                                       | BVM6                      | BVM5 BVA5 (Steptronic)    | BVM5 BVA6 (Steptronic) BVA5 (Steptronic) | BVM5 BVA6 (Steptronic) BVA5 (Steptronic) | BVA5 BVA6 (Steptronic) BVM6 |
| Puissance (kW/ch)                                       | 110/150                   | 130/170                   | 141/192                                  | 141/192                                  | 170/231                     |
| Puissance fiscale (CV)                                  | 9                         | 11                        | 12 - 13 pour BVA5                        | 12 - 13 pour BVA5                        | 15                          |
| Couple (N m)                                            | 200                       | 210                       | 245                                      | 245                                      | 300                         |
| Régime maximum (tr/min)                                 | 6 500                     | 6 500                     | 6 500                                    | 6 500                                    | 6 500                       |
| 0-100 km/h (s)                                          | 8,2                       | 7,7                       | 7,0                                      | 7,0                                      | 5,9                         |
| Consommation extra-urbaine / mixte / urbaine (L/100 km) | 5,5 / 7,4 / 10,6          | 6,7 / 8,8 / 12,8          | 6,9 / 8,9 / 12,5                         | 6,1 / 8,2 / 11,8                         | 6,6 / 9,1 / 13,5            |
| Carrosserie                                             | Roadster (E85)            | Roadster (E85)            | Roadster (E85)                           | Roadster (E85)                           | Roadster (E85)              |

### Phase 2
|                                                         | 2.0i                          | 2.5                           | 2.5si                         | 3.0si                           | M                               |
| ------------------------------------------------------- | ----------------------------- | ----------------------------- | ----------------------------- | ------------------------------- | ------------------------------- |
| Année                                                   | Décembre 2005 à décembre 2008 | Décembre 2005 à décembre 2008 | Décembre 2005 à décembre 2008 | Décembre 2005 à décembre 2008   | Décembre 2005 à décembre 2008   |
| Nombre de cylindres                                     | L4                            | L6                            | L6                            | L6                              | L6                              |
| Référence moteur                                        | N46B20O1                      | N52B25                        | N52B25                        | N52B30                          | S54B32                          |
| Type mine                                               | BZ11                          | BU11                          | BU31                          | BU51 (Roadster) ou DU51 (Coupé) | BT91 (Roadster) ou DU91 (Coupé) |
| Cylindrée (cm3)                                         | 1 995                         | 2 497                         | 2 497                         | 2 996                           | 3 246                           |
| Boite de vitesses                                       | BVM6                          | BVM6 ou BVA6 (Steptronic)     | BVM6 ou BVA6 (Steptronic)     | BVM6 ou BVA6 (Steptronic)       | BVM6                            |
| Puissance (kW/ch)                                       | 110/150                       | 130/177                       | 160/218                       | 195/265                         | 252/343 à 7 900 tr/min          |
| Puissance fiscale (CV)                                  | 9                             | 11                            | 14                            | 17                              | 25                              |
| Couple (N m)                                            | 200                           | 230                           | 250                           | 315                             | 365 à 4 900 tr/min              |
| Régime maximum (tr/min)                                 | 6 500                         | 6 500                         | 7 000                         | 7 000                           | 8 000                           |
| 0-100 km/h (s)                                          | 8,2                           | 7,1                           | 6,5                           | 5,6                             | 5                               |
| Consommation extra-urbaine / mixte / urbaine (L/100 km) | 5,5 / 7,4 / 10,6              | 6,1 / 8,2 / 11,8              | 6,2 / 8,5 / 12,4              | 6,2 / 8,5 / 12,4                | 8,6 / 12,1 / 18,2               |
| Carrosserie                                             | Roadster (E85) ou Coupé (E86) | Roadster (E85) ou Coupé (E86) | Roadster (E85) ou Coupé (E86) | Roadster (E85) ou Coupé (E86)   | Roadster (E85) ou Coupé (E86)   |